# Dentobunus ramicornis
Dentobunus ramicornis is een hooiwagen uit de familie Sclerosomatidae.